# Dichrooscytus longirostris
Dichrooscytus longirostris är en insektsart som beskrevs av Kelton 1972. Dichrooscytus longirostris ingår i släktet Dichrooscytus och familjen ängsskinnbaggar. Inga underarter finns listade i Catalogue of Life.